# خيسوس أنخيل دياز أورتيغا
خيسوس أنخيل دياز أورتيغا (بالإسبانية: Jesús Ángel Díaz Ortega)‏ هو سياسي مكسيكي، ولد في 25 أكتوبر 1945 في أوخاكا في المكسيك. حزبياً، نشط في الحزب الثوري المؤسساتي. وقد انتخب عضو مجلس النواب المكسيك.